# Real time kinematic

Real Time Kinematic.

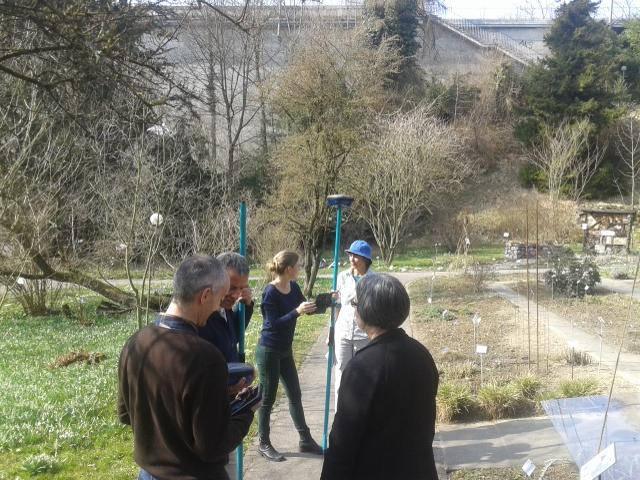
En RTK-mottagare används för att undersöka skogsbeståndet i Schweiz.

Real Time Kinematic (RTK) är en noggrann form av positionsmätning med GNSS som fordrar minst två samverkande mottagare: en fast basstation som ställs upp över en känd punkt, och en rörlig rover, som man använder till själva mätningen. När man mäter med rovern skickar denna samtidigt en uppmaning till basstationen att även denna ska mäta. När basstationen tagit emot sin signal från satelliterna beräknar den skillnaden mellan satelliternas positionsangivelse och den kända punktens position, och skickar denna korrektion till rovern som då korrigerar sin egen mottagna satellitsignal, och kan därmed beräkna sin position (på öppen mark) med centimeter-noggrannhet. Kommunikationen mellan basstation och rover sker via radiolänk, telemetri eller mobilt internet.
I RTK nyttjas satelliternas bärvågssignaler, vilket fordrar större beräkningskapacitet hos rover-mottagaren jämfört med en DGPS-mätning. Vanligtvis används bärvågen på både L1 (1575,42 MHz) och L2 (1227,60 MHz), men vissa (äldre) RTK-utrustningar använder bara L1. De modernaste utrustningarna kan även utnyttja L5-bandet samt flertalet bärvågsfrekvenser hos Galileo, BeiDou och GLONASS.
RTK-systemet är mycket känsligt för flervägsmätning (multipath) och fungerar därför dåligt för mätningar i skog. Däremot fungerar RTK bra på öppen mark. Avståndet mellan basstation och rover (baslinjen) bör hållas inom några kilometer, annars tar initialiseringen lång tid.

## Nätverks-RTK
Nätverks-RTK är en modern och smidig variant av traditionell RTK. I nätverks-RTK används flera olika basstationer som samarbetar via en datacentral och skapar en virtuell basstation. Rovern beräknar sedan sin position utifrån den virtuella basstationen. 
Det finns tre stora fördelar med nätverks-RTK, jämfört med en traditionell RTK-lösning:
- Mätaren slipper sätta upp med en egen basstation så fort det ska mätas, vilket spar både tid och pengar (ingen dyr basstation att förränta).

- Avståndet till närmsta basstation (baslinjen) kan bli betydligt större utan att noggrannheten eller snabbheten i mätningarna påverkas negativt.

- Då basstationernas positioner vanligtvis är väl inmätta genom efterberäkning, erhålls alltid roverns position i ett känt koordinatsystem (till exempel rikets nät).

I Sverige driver Lantmäteriets positionsavdelning SWEPOS en nästan rikstäckande tjänst för nätverks-RTK. Då erhåller mätaren positionerna direkt i SWEREF 99. Dataöverföringen sker då med GSM, 3G eller mobilt internet, varför nätverks-RTK kräver god täckning. Landsbygds-3G lär avsevärt öka användningen av nätverks-RTK.

## Användningsområde
Både traditionell RTK och nätverks-RTK används vid både inmätning och grovutsättning på öppen mark. Traditionell RTK kan även användas för maskinstyrning. Själva RTK-mottagaren kan även användas för efterberäkning.
Ibland kan RTK användas istället för totalstation när förhållandena så tillåter. De båda mätinstrumenten kompletterar dock varandra och kan ofta användas tillsammans (s.k. integrerad mätning). 